# Alfredo Mostarda Filho
Alfredo Mostarda Filho   (São Paulo, 18 d'octubre de 1946 - 28 de març de 2025) va ser un jugador de futbol brasiler. Va formar part de l'equip brasiler a la Copa del Món de 1974.